# شون ريان (مدرب رياضي)
شون ريان (بالإنجليزية: Sean Ryan)‏ هو مدرب رياضي أمريكي، ولد في 1 مايو 1972 في هادسون فالس في الولايات المتحدة.